# الأنوار القدسية في معرفة قواعد الصوفية (كتاب)
الأنوار القدسية في معرفة قواعد الصوفية، كتاب في علم التصوف يبيّن قواعده وأسسه، لمؤلفه عبد الوهاب الشعراني المتوفى سنة 973 هـ وقد ألفه في أواخر حياته. وقد جاء الكتاب مرتباً على مقدمة وثلاثة أبواب. فالمقدمة في بيان عقيدة الصوفية وبيان سندهم بتلقين الذكر وإلباس الخرقة، وآداب الذكر، والباب الأول في ذكر نبذة في آداب المريد نفسه، والباب الثاني في ذكر نبذة من آداب المريد مع شيخه، والباب الثالث في ذكر نبذة من آداب المريد مع أخوانه وأصحاب شيخه، والخاتمة في بيان آداب لا تختص بالشيخ والمريد بل هي عامة مع جميع الخلق.
يقول عبد الوهاب الشعراني في مقدمة الكتاب: «وكان من الباعث لي علي تأليف هذه الرسالة طلب النصح لنفسي ولإخواني حيث تحلينا بخلال الأشياخ ومشينا علي مراسمهم الطاهرة، وظن كل واحد منا نفسه أنه صار من أشياخ الطريق، فوضعت هذه الرسالة كالميزان التي يوزن بها المحق والمبطل، فمن وافق حاله ما فيها فليحمد الله، وإلا فليستغفر من دعاويه الكاذبة».